# Dactylochelifer luyaensis
Espèce
Dactylochelifer luyaensis est une espèce de pseudoscorpions de la famille des Cheliferidae.

## Distribution
Cette espèce est endémique du Shanxi en Chine. Elle se rencontre vers Xinzhou dans les monts Luya.

## Étymologie
Son nom d'espèce, composé de luya et du suffixe latin -ensis, « qui vit dans, qui habite », lui a été donné en référence au lieu de sa découverte, les monts Luya.

## Publication originale
- Gao & Zhang, 2012 : A New Species of the Genus Dactylochelifer Beier from Shanxi, China (Pseudoscorpiones: Cheliferidae). International Scholarly Research Network ISRN Zoology, no 583830, p. 1-4 (texte intégral).